# Куэста, Хуан Мануэль
Хуан Мануэль Куэста Баэна (англ. Andrés Juan Arroyo Romero; род. 9 февраля 2002, Медельин) — колумбийский футболист, полузащитник клуба «Индепендьенте Медельин». 

## Клубная карьера
Куэста — воспитанник клуба «Индепендьенте Медельин». 15 июля 2019 года в матче против «Патриотас Бояка» он дебютировал в Кубке Мустанга. В этом же поединке Хуан забил свой первый гол за «Индепендьенте Медельин». В своём дебютном сезоне он помог клубу завоевать Кубок Колумбии, а через год повторил успех. Летом 2021 года Куэста на правах аренды перешёл в бразильский «Интернасьонал». 4 июля в матче против «Коринтианс» он дебютировал в бразильской Серии A.
Летом 2022 года Куэста был арендован аргентинским «Альдосиви». 24 июля в матче против «Ривер Плейт» он дебютировал в аргентинской Примере. 18 августа в поединке против «Велес Сарсфилд» Хуан забил свой первый гол за «Альдосиви». По окончании аренды он вернулся в «Индепендьенте Медельин». 

## Международная карьера
В 2019 году в составе юношеской сборной Колумбии Куэста принял участие в юношеском чемпионате Южной Америки в Перу. На турнире он сыграл в матчах против команд Аргентины, Бразилии и Парагвая. В поединке против бразильцев Хуан забил гол.

## Достижения
Клубные
 «Индепендьенте Медельин»
- Обладатель Кубка Колумбии (2) — 2019, 2020